# Universidade de Erzincan Binali Yıldırım

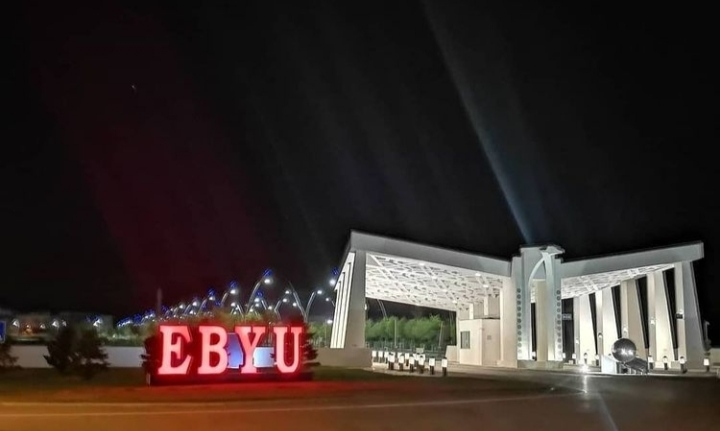
Universidade de Erzincan Binali Yıldırım

Universidade de Erzincan Binali Yıldırım (Erzincan Binali Yıldırım Üniversitesi) é uma universidade em Erzinjane, Turquia.  A universidade consiste em 12 faculdades, 3 colégios (para o Ensino Médio), 12 colégios vocacionais, 4 institutos e 17 centros de pesquisa[carece de fontes?] para 25 mil alunos.

## Galeria

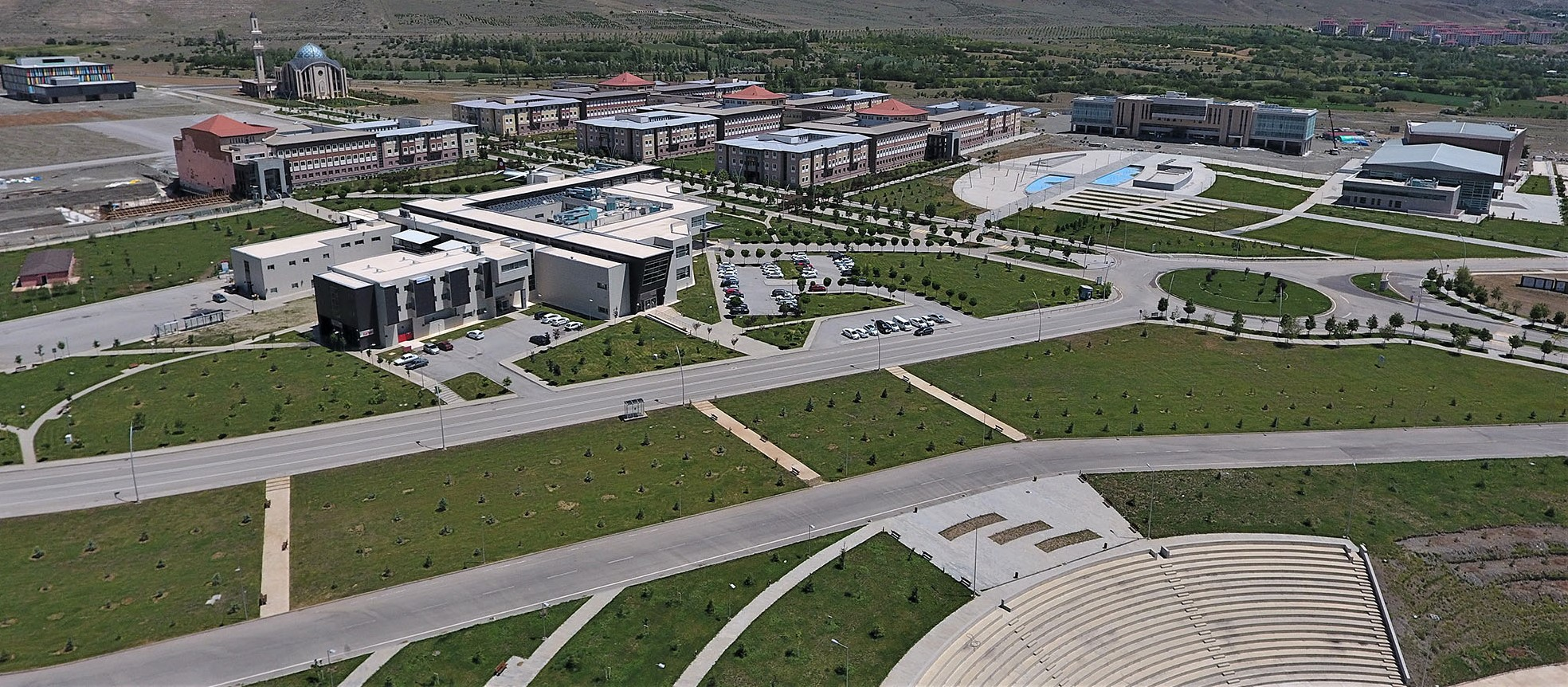
Yalnızbağ Campus
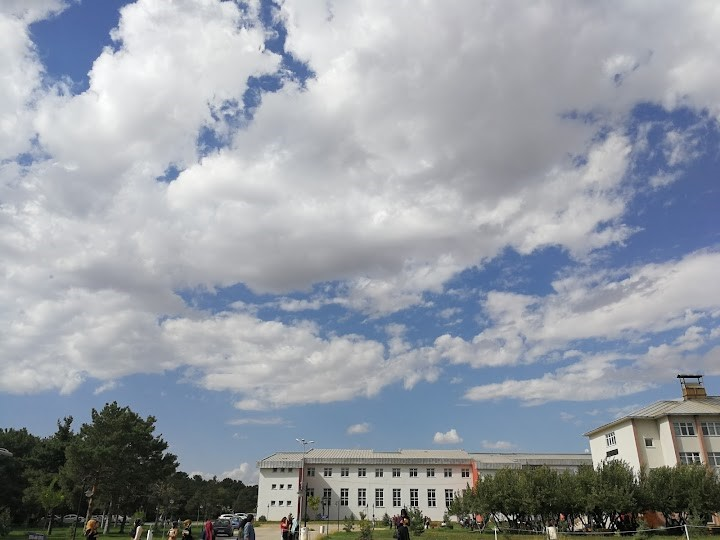
Faculty of Law
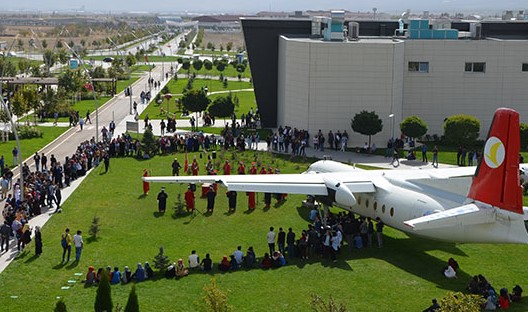
Yalnızbağ
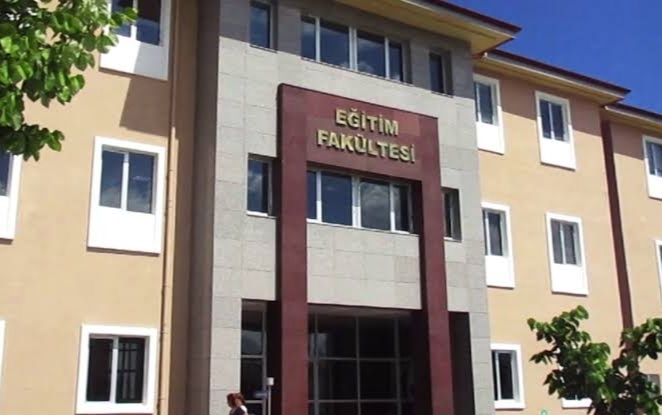
Faculty of Education
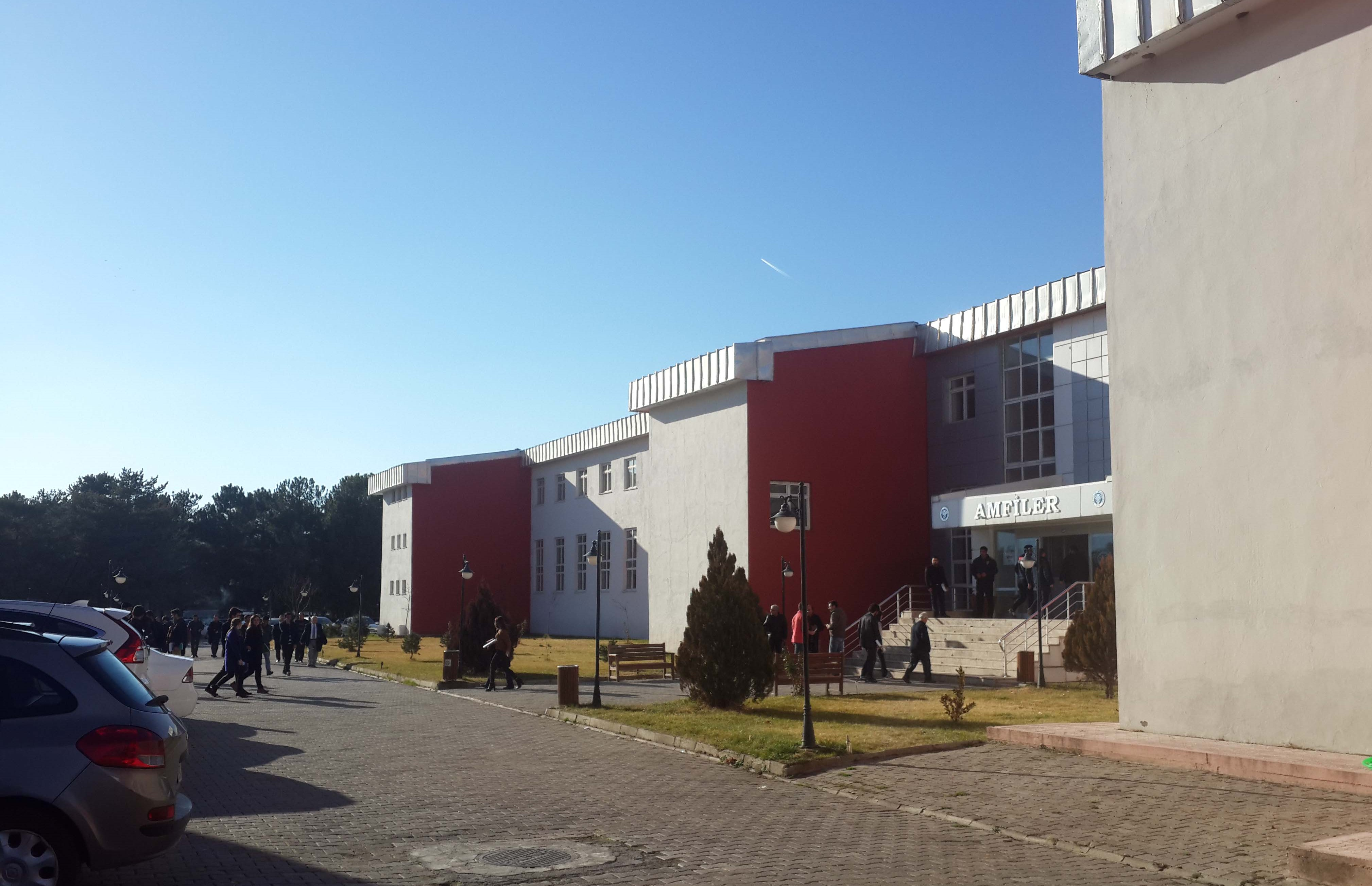
Law Campus
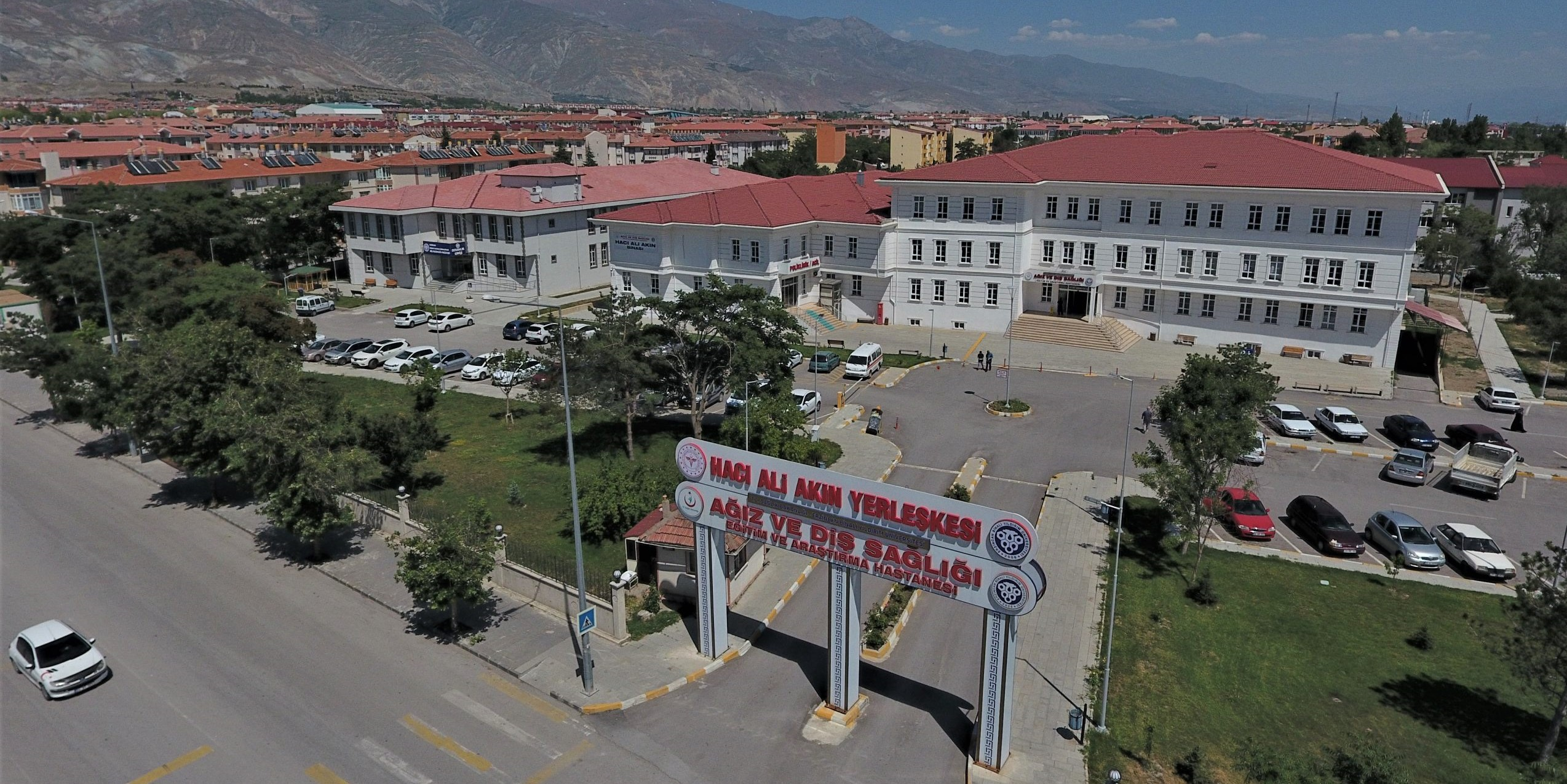
Hacı Ali Akın Campus
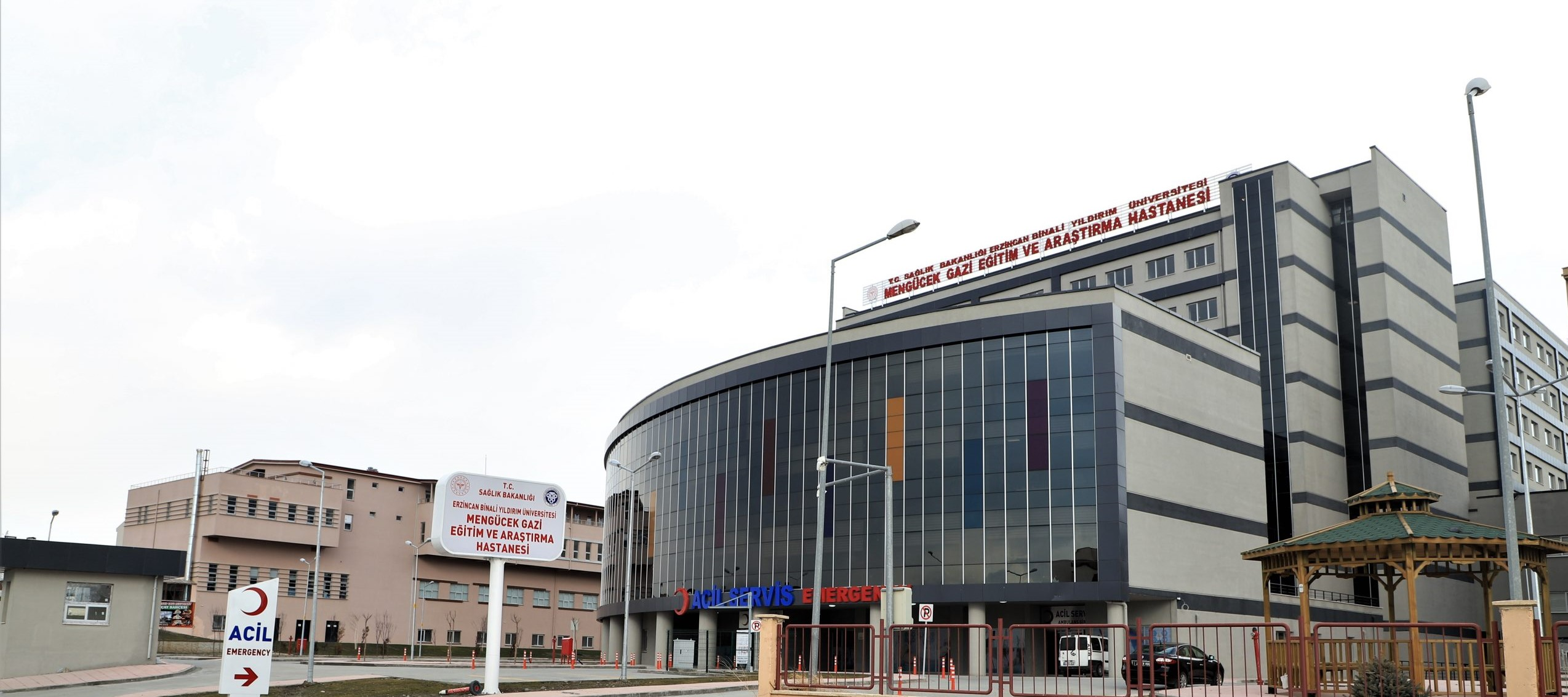
Mengücek Gazi training and research Hospital